# 박건우 (요트 선수)
박건우(朴建禹, 1981년 3월 13일~)는 대한민국의 요트 선수로 본명은 박규태(朴珪兌)이다. 2012년 하계 올림픽과 2020년 하계 올림픽에 참가했다. 

## 경력
부산 출신으로 해운대중학교 2학년 때 일본 히로시마에서 열린 1994년 아시안 게임 국가대표로 참가하며 국가대표 선수 생활을 시작했다. 도하에서 열린 2006년 아시안 게임에서 호비16 은메달, 광주에서 열린 2010년 아시안 게임에서 매치레이스 은메달, 인천에서 열린 2014년 아시안 게임에서 매치레이스 동메달을 획득했다. 2012년에 런던에서 열린 2012년 하계 올림픽에 참가하며 처음으로 올림픽에 출전했고, 조성민과 함께 470급(딩기) 2인 레이스에 출전하여 22위를 기록했다. 2021년에는 도쿄에서 열린 2020년 하계 올림픽에 참가하여 조성민과 함께 470급에 출전하여 15위를 기록했다.
아내인 신고운 사이에 두 아이를 두고 있다.